# Taika-hervormingen
De Taika-hervormingen of Taika-reformatie vormden een reeks hervormingen in het Japanse staatsbestel naar Chinees voorbeeld, volgend op een staatsgreep in 645.
De staatsgreep was voornamelijk gericht tegen de Soga-familie, en na enige onderlinge strijd waren de winnaars prins Naka-no-Ōe, de latere keizer Tenji, een zoon van keizerin Kōgyoku, en de edelman Nakatomi no Kamatari. De keizerin trad af ten gunste van de nieuwe keizer Kōtoku, met Naka-no-Ōe als regeringsleider, Kamatari op een hoge regeringspost en studenten uit China als adviseurs.
Een van de hervormingen van de nieuwe machthebbers was de invoering van het Chinese systeem van jaarperioden, nengō geheten. De tijd werd ingedeeld in perioden, elk met een eigen naam. 645 was het begin van de eerste dergelijke periode, die Taika (grote verandering) werd gedoopt. Dit systeem bestaat nog steeds in Japan, waarbij sinds eind 19e eeuw elke periode overeenkomt met de regeerperiode van een keizer.
Ook anderszins werd meer en meer uit China overgenomen, en tegelijkertijd werd het bestuur verder gecentraliseerd. De administratie werd hernieuwd en uitgebreid. Er werd een nieuw rangensysteem ingevoerd naar het model van de Chinese Tang-dynastie. Bevolking en land werden geteld en gemeten ten behoeve van de belastingen, vele lokale leiders verloren hun land en mensen, de belastinginning werd gecentraliseerd, en er werden pogingen ondernomen het bestuur van de provincies meer uniform te maken. In Naniwa (nu onderdeel van Osaka) werden de eerste pogingen ondernomen een echte hoofdstad te bouwen.